# Ločenice
Ločenice är en ort i Tjeckien.   Den ligger i regionen Södra Böhmen, i den södra delen av landet, 140 km söder om huvudstaden Prag. Ločenice ligger 563 meter över havet och antalet invånare är 586.
Terrängen runt Ločenice är platt norrut, men söderut är den kuperad. Terrängen runt Ločenice sluttar norrut. Runt Ločenice är det ganska tätbefolkat, med 52 invånare per kvadratkilometer. Närmaste större samhälle är České Budějovice, 17,1 km norr om Ločenice. Omgivningarna runt Ločenice är en mosaik av jordbruksmark och naturlig växtlighet.